# 大紀町
大紀町（たいきちょう）は、三重県の町。度会郡に属す。南勢地域（伊勢志摩）に含まれる。隣町の紀北町との境には世界遺産熊野古道のツヅラト峠、荷坂峠を有する。

## 概要
大半は旧伊勢国域だが、錦地区は旧紀伊国だった。度会郡に属するが、度会郡の他自治体よりは松阪市（ならびに多気郡）との経済的な結びつきが強く、市外局番は松阪市などと同じ0598（三瀬谷MA）を使用している。
ケーブルテレビも他の度会郡の自治体と異なり、松阪ケーブルテレビ・ステーションのエリアになっており、中日新聞のローカル版も他の度会郡と異なり「松阪紀勢版」になっている。

### 町名の由来
大宮町と大内山村から「大」を、紀勢町から「紀」をとって「大紀」と名付けられた。いわゆる合成地名である。なお、大宮町と紀勢町自体も合成地名である。

## 地理

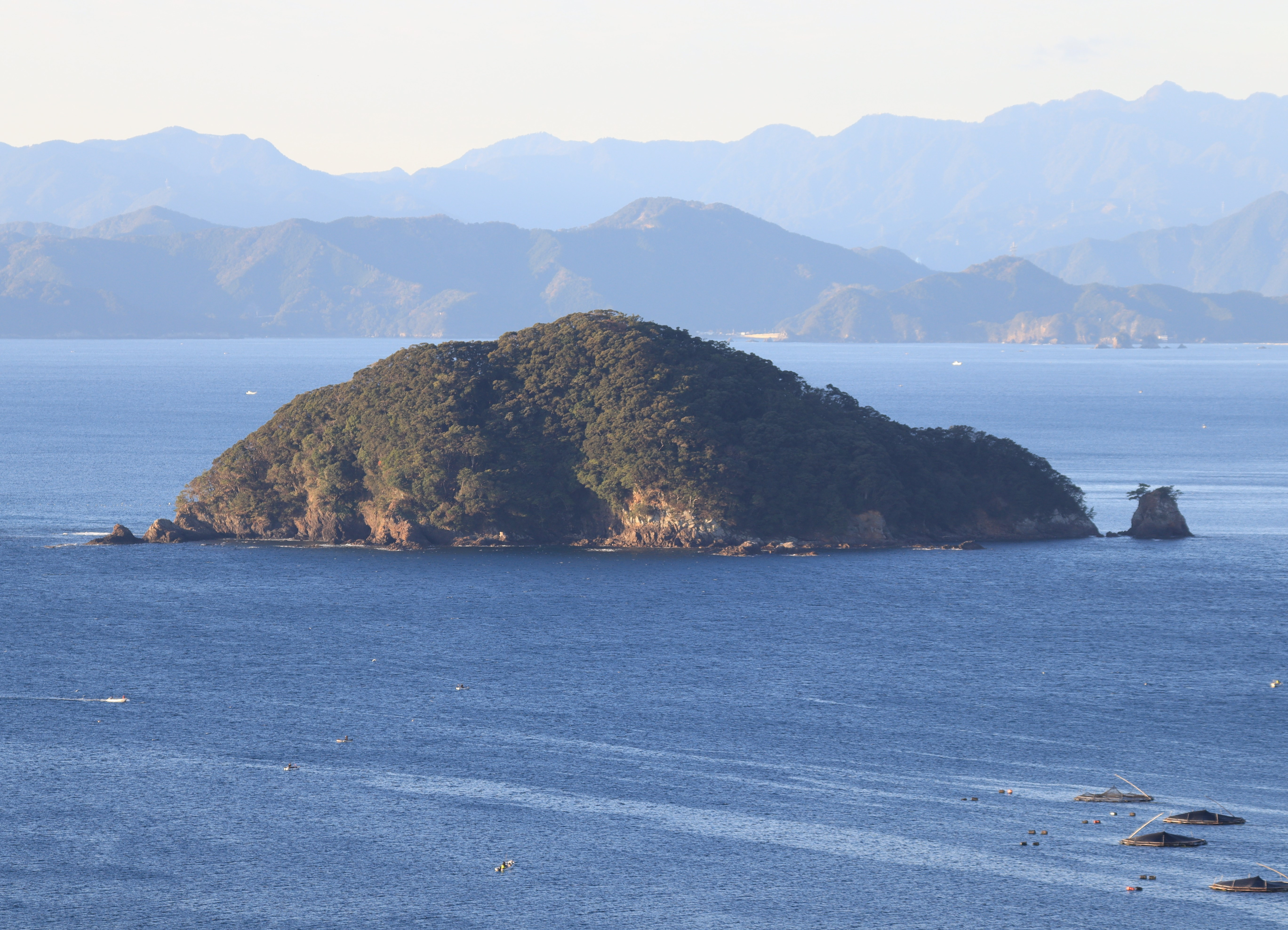
平瀬島

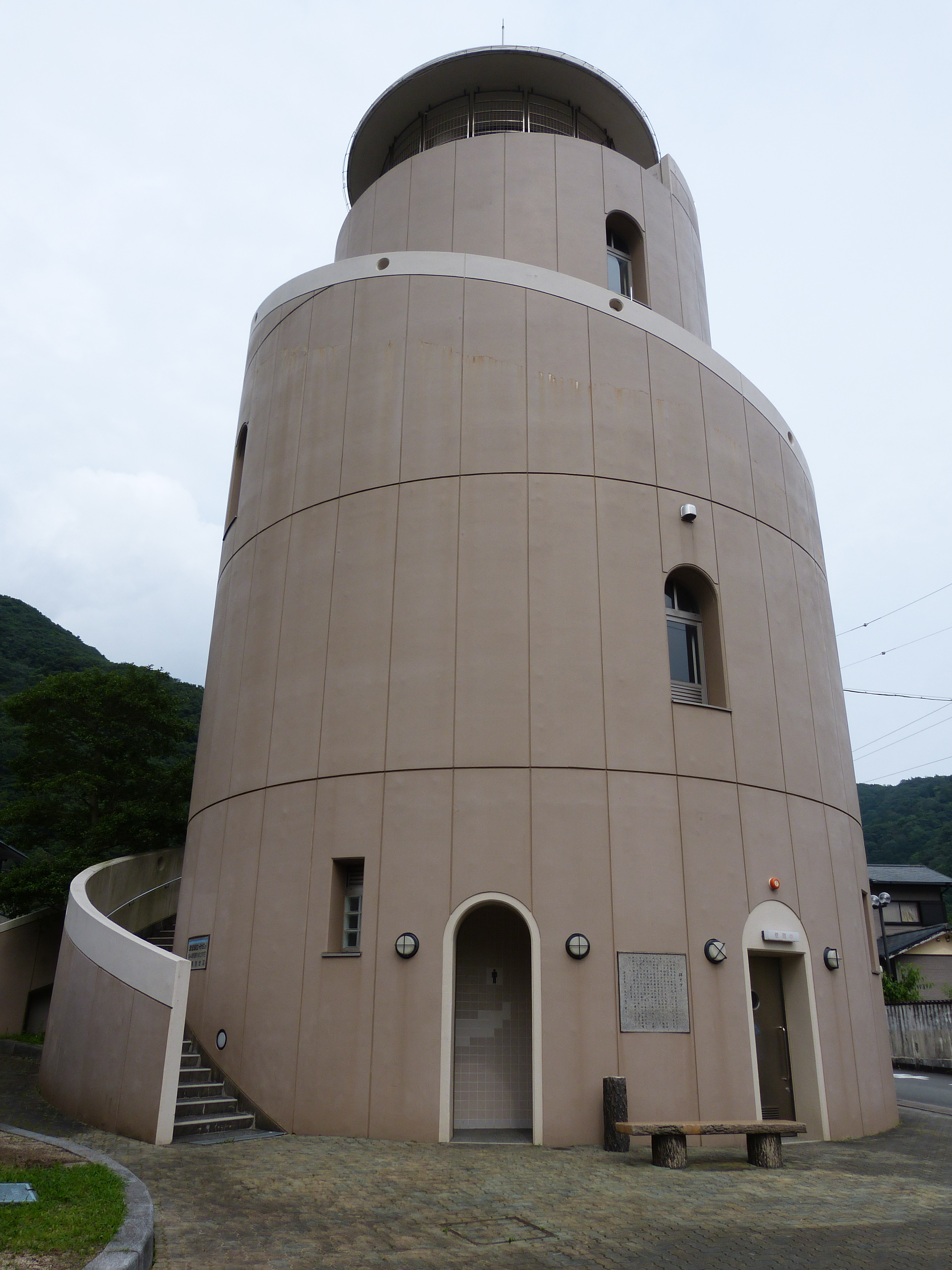
錦タワー

### 位置
船木地区は大紀町役場よりも隣接している大台町役場のほうが近い。

### 地形

#### 山地
主な山
- 七洞岳
- 姫越山
- 浅間山

#### 河川
主な川
- 宮川
- 大内山川
- 藤川
- 三ヶ野川
- 横谷川
- 注連指川
- 尾合川
- 奥川
- 二河内川

#### 島嶼
主な島
- 平瀬島

### 地域

#### 地区
旧大宮町地区
- 野原、野添、打見、神原、金輪、永会、三瀬川、船木、滝原、阿曽

旧紀勢町地区
- 柏野、崎、錦

旧大内山村地区
- 大内山
  - 駒、間弓、川口、米ケ谷

### 人口
| |                                        |  |
| 大紀町と全国の年齢別人口分布（2005年） | 大紀町の年齢・男女別人口分布（2005年） |  |
| ■紫色 ― 大紀町 ■緑色 ― 日本全国 | ■青色 ― 男性 ■赤色 ― 女性              |  |
| 大紀町（に相当する地域）の人口の推移 \| 1970年（昭和45年） \| 14,754人 \| \| \| 1975年（昭和50年） \| 14,491人 \| \| \| 1980年（昭和55年） \| 14,144人 \| \| \| 1985年（昭和60年） \| 13,521人 \| \| \| 1990年（平成2年） \| 12,580人 \| \| \| 1995年（平成7年） \| 11,921人 \| \| \| 2000年（平成12年） \| 11,334人 \| \| \| 2005年（平成17年） \| 10,788人 \| \| \| 2010年（平成22年） \| 9,846人 \| \| \| 2015年（平成27年） \| 8,939人 \| \| \| 2020年（令和2年） \| 7,815人 \| \| |                                        |  |
| 総務省統計局 国勢調査より |                                        |  |
| 1970年（昭和45年） | 14,754人                               |  |
| 1975年（昭和50年） | 14,491人                               |  |
| 1980年（昭和55年） | 14,144人                               |  |
| 1985年（昭和60年） | 13,521人                               |  |
| 1990年（平成2年） | 12,580人                               |  |
| 1995年（平成7年） | 11,921人                               |  |
| 2000年（平成12年） | 11,334人                               |  |
| 2005年（平成17年） | 10,788人                               |  |
| 2010年（平成22年） | 9,846人                                |  |
| 2015年（平成27年） | 8,939人                                |  |
| 2020年（令和2年） | 7,815人                                |  |

- 65歳以上が人口比の50%以上を占める限界自治体の一つ。

### 隣接自治体
三重県
- 多気郡大台町
- 度会郡度会町、南伊勢町
- 北牟婁郡紀北町

## 歴史

### 近世
戦国時代
大紀町の錦地区は、元は志摩国英虞郡の一部であったが、 天正10年（1582年）に紀伊を支配していた新宮城主の堀内氏善により紀伊国牟婁郡に編入された。

### 沿革
平成
- 2005年（平成17年）2月14日 - 度会郡大宮町・紀勢町・大内山村が合併して大紀町が発足。

## 政治

### 行政

#### 町長
- 服部吉人

#### 財政
- 平成18年度統計の財政力指数財政力指数が0.216と、県内29市町のうち29位となったほか、自主財源割合も19.2%とこちらも県内29市町で29位となっている。また、町民一人当たりにおける地方債地方債現在高は919351円と29位の川越町（86551円）と大きな開きを持ち県内1位となっている。以上のことから、同町の財政は非常に厳しい状況にあると考えられる。

### 議会

#### 町議会
- 議員定数：11名
  - ※2005年の選挙のみ旧町村単位とする選挙区を設置して実施された。[4]

### 県議会
三重県議会
三重県議会議員選挙の選挙区は「度会郡選挙区」（定数：2）となっている。

#### 衆議院
衆議院議員選挙の選挙区は「三重県第4区」

## 施設

### 警察
本部
- 三重県警察 大台警察署

駐在所
- 滝原駐在所（大紀町滝原）
- 錦駐在所（大紀町錦）
- 大内山駐在所（大紀町大内山）

### 消防
本部
- 紀勢地区広域消防組合

消防署
- 奥伊勢消防署紀勢分署（度会郡大紀町崎1871）

### 医療
主な医療機関
- 七保診療所(七保)
- あゆみ診療所(滝原)
- 宮原医院(阿曽)
- 大野医院(大内山)
- 木村歯科医院(錦)
- 小関ひろしクリニック(錦)

### 郵便局
主な郵便局
- 大宮郵便局（滝原） - 集配局。★
- 紀勢郵便局（崎） - 集配局。
- 錦（にしき）郵便局（錦）　★
- 大内山郵便局（大内山）　★
- 阿曽（あそ）郵便局（阿曽）
- 七保（ななほ）郵便局（永会＝えいかい）

各郵便局にゆうちょ銀行のATMが設置されており、★印の郵便局ではホリデーサービスを実施。
※大紀町内の郵便番号は、旧大宮町域が「519-27xx」、旧紀勢町域が「519-28xx」（ただし、錦は「519-2911」）、旧大内山村域（大内山村当時は大字無し）が「519-31xx」となっている。

## 経済

### 第一次産業

#### 農業
旧大内山村では酪農が盛んである。大内山酪農農業協同組合が発売する「大内山牛乳」は、三重県をはじめとする東海地方ではブランド牛乳として知られている。その他椎茸や茶の栽培や七保牛(松阪牛)などがある。

#### 漁業
三重外湾漁業協同組合が所管する。
- 漁港
  - 錦漁港

### 第三次産業

#### 商業
民泊やキャンプ場、フレッシュ西村などのスーパーマーケットなどが存在する

## 情報・通信

### マスメディア

#### 中継局
- 大紀大宮中継局

### 広報紙
町の広報紙として広報たいきが毎月各世帯に1冊ずつ配られており町の情報が書かれている。

## 教育

### 中学校
町立
- 大紀町立大宮中学校
- 大紀町立大紀中学校

### 小学校
町立
- 大紀町立七保小学校
- 大紀町立大宮小学校
- 大紀町立大紀小学校

## 交通

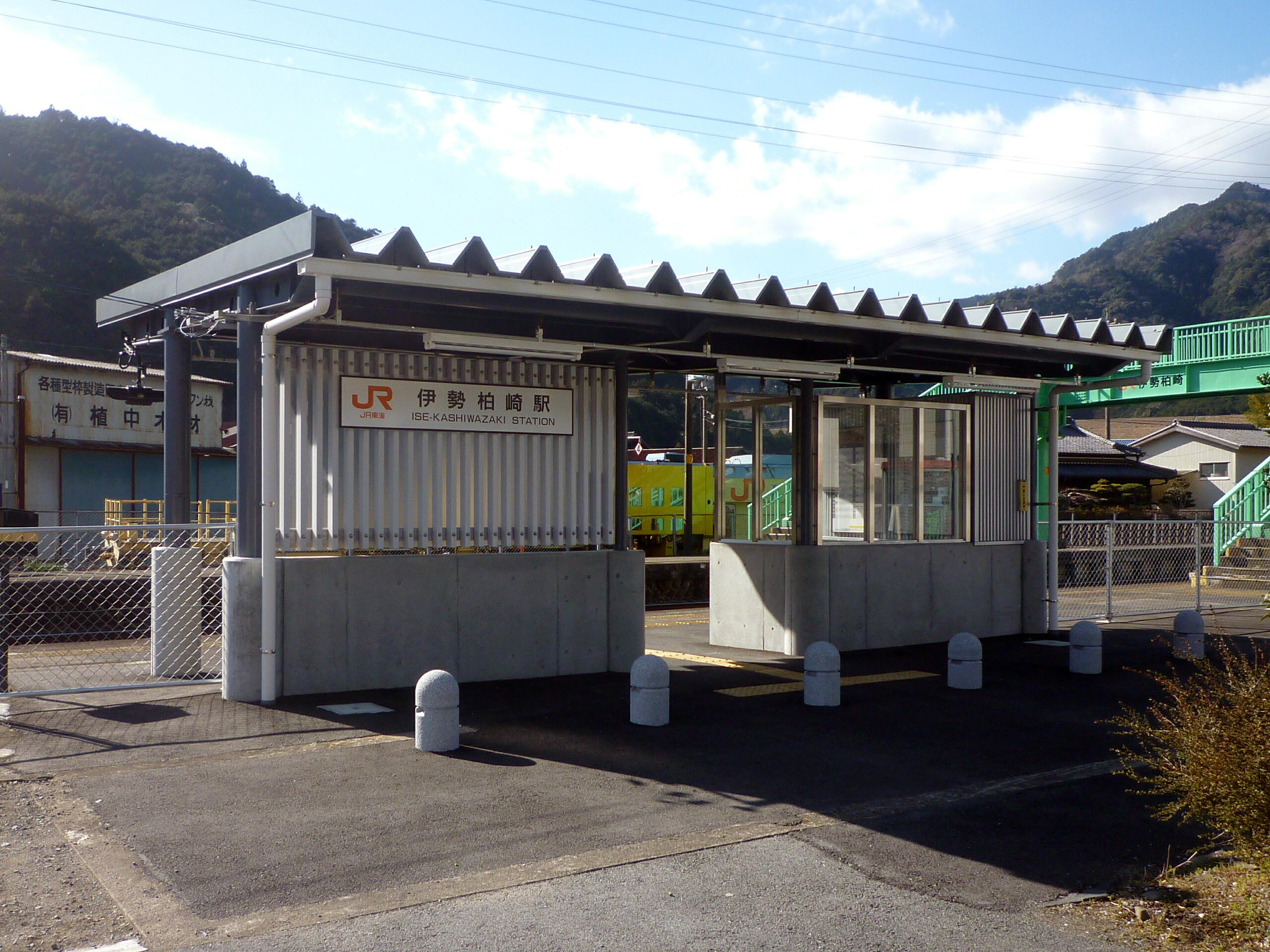
伊勢柏崎駅

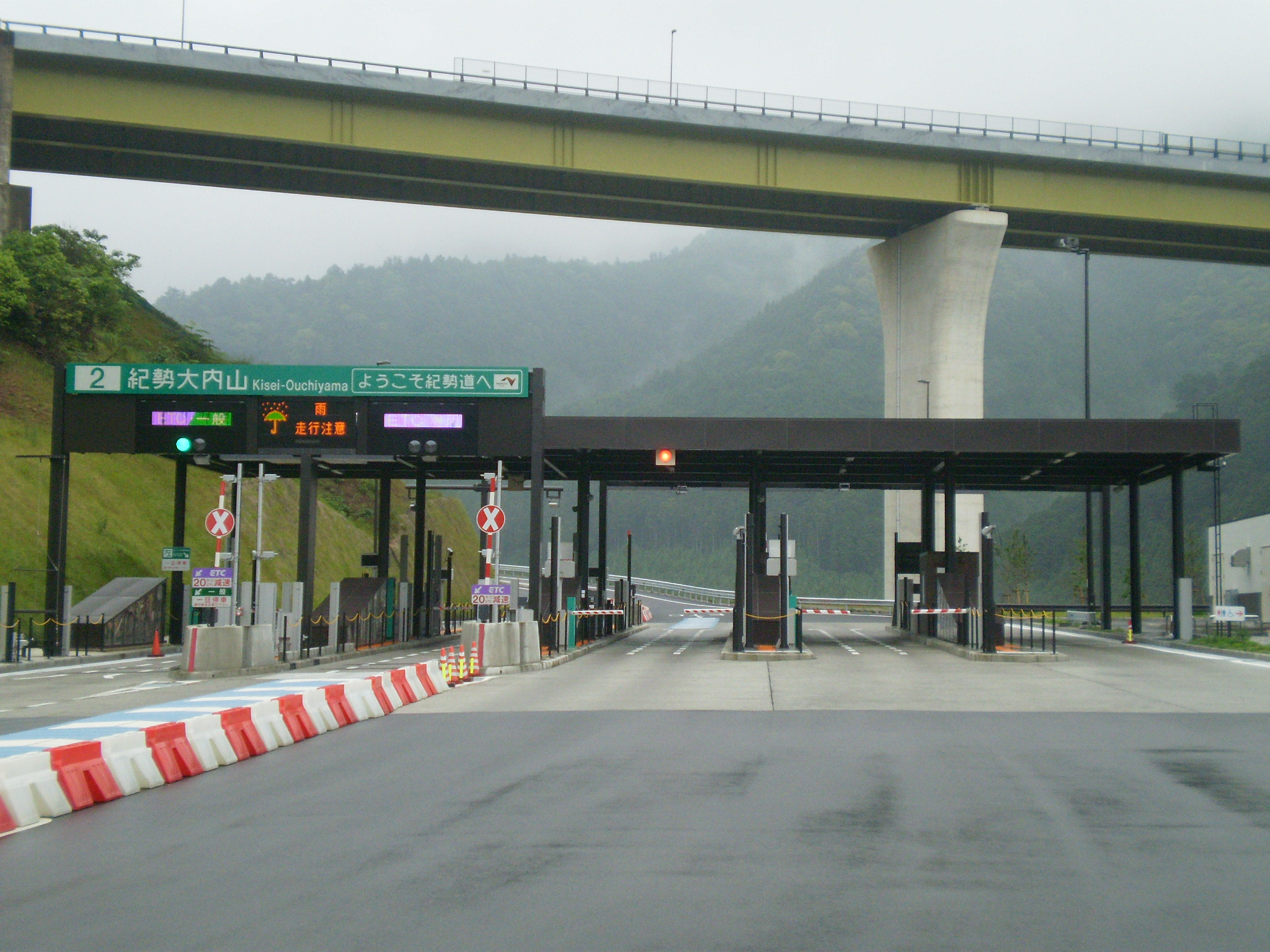
紀勢大内山IC

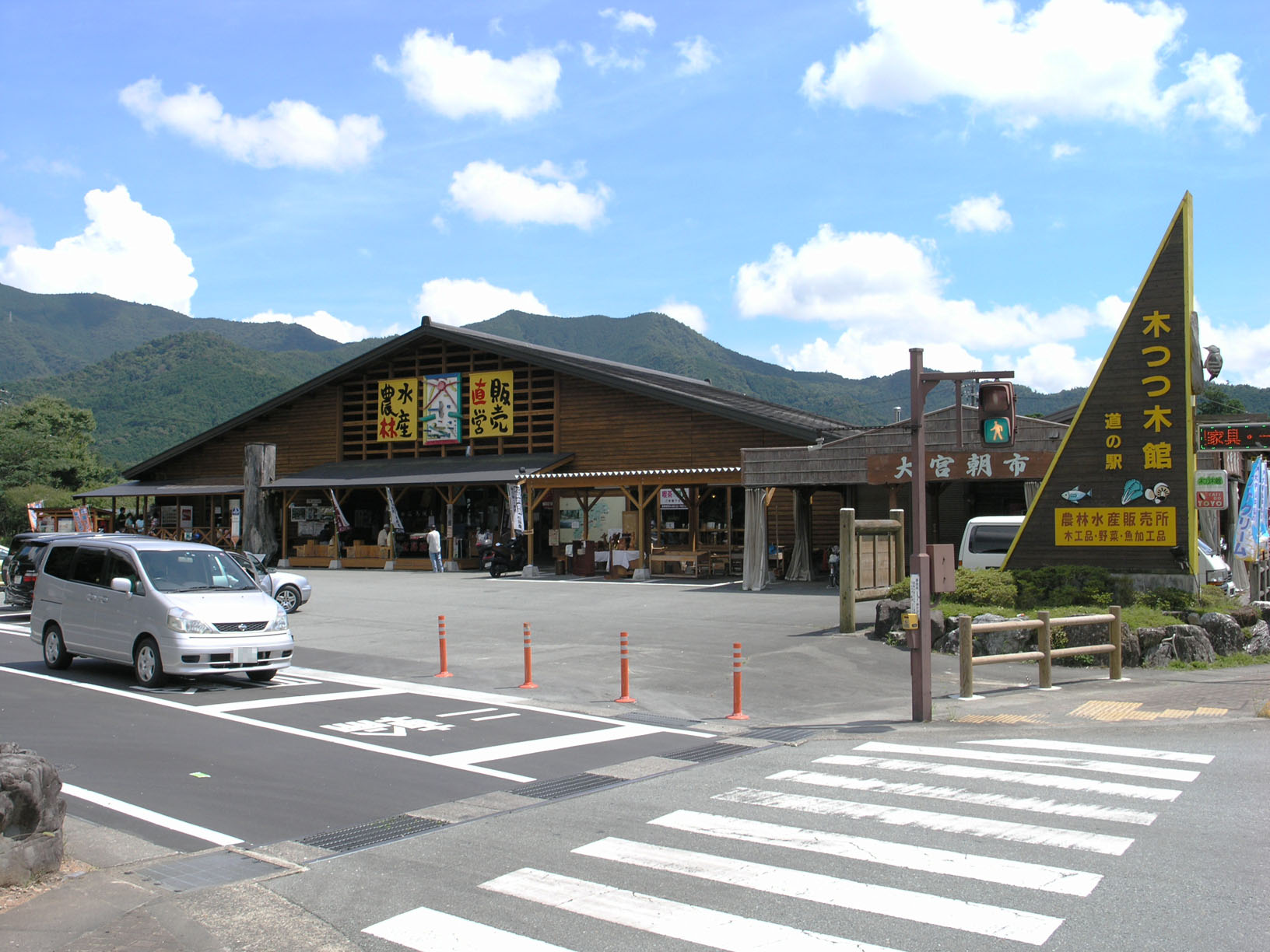
道の駅奥伊勢木つつ木館

### 鉄道
東海旅客鉄道
- 紀勢本線：（大台町） - 阿曽駅 - 伊勢柏崎駅 - 大内山駅 - 梅ケ谷駅 - （紀北町）

ただし、役場への最寄駅は大台町にある滝原駅である。

### バス

#### 都市間バス
高速
- 東京高速線： 大宮駅・池袋駅 - 滝原宮前・勝浦温泉 （三重交通、西武観光バス） ※夜行
- 名古屋南紀高速バス： 名古屋（名鉄バスセンター） - 滝原宮前・紀勢大内山インター前・尾鷲市病院前・熊野市駅前・三交南紀・三交新宮駅前 （三交南紀交通）

#### コミュニティバス
- 大紀町コミュニティバス (Cバスコミュニティバス）

### タクシー
町内を営業区間とするタクシー事業所が大宮地区に2事業所ある。また、福祉タクシーもある。

### 道路

#### 高速道路
- 紀勢自動車道：紀勢大内山IC

隣接する大台町に大宮大台ICが設置されている。

#### 国道
- 国道42号
- 国道260号

#### 県道
主要地方道
- 三重県道33号南島紀勢線
- 三重県道38号伊勢大宮線
- 三重県道46号南島大宮大台線
- 三重県道68号紀勢インター線

一般県道
- 三重県道151号度会大宮線
- 三重県道536号滝原停車場滝原線
- 三重県道537号阿曽停車場線
- 三重県道538号伊勢柏崎停車場線
- 三重県道711号新田野原線
- 三重県道731号川合大宮線
- 三重県道747号打見大台線
- 三重県道758号檜原大内山線

### 道の駅
- 道の駅奥伊勢木つつ木館

### 航路

#### 港湾
- 錦漁港

## 観光

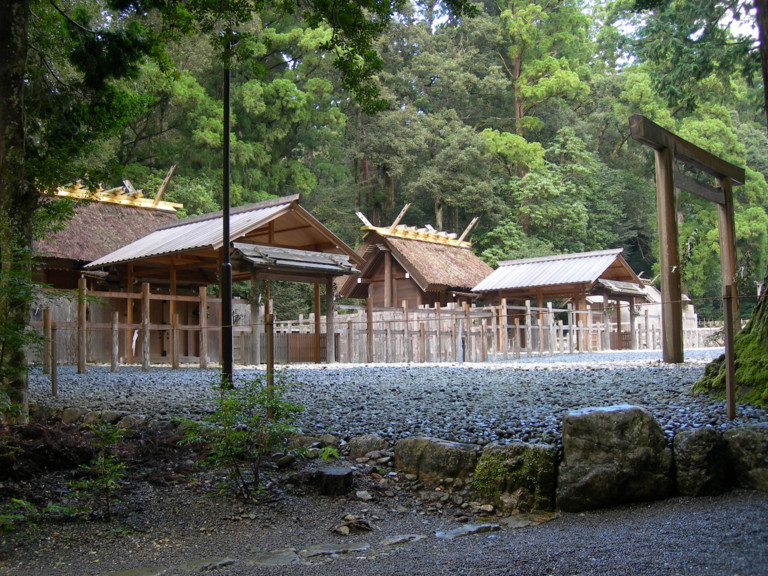
瀧原宮

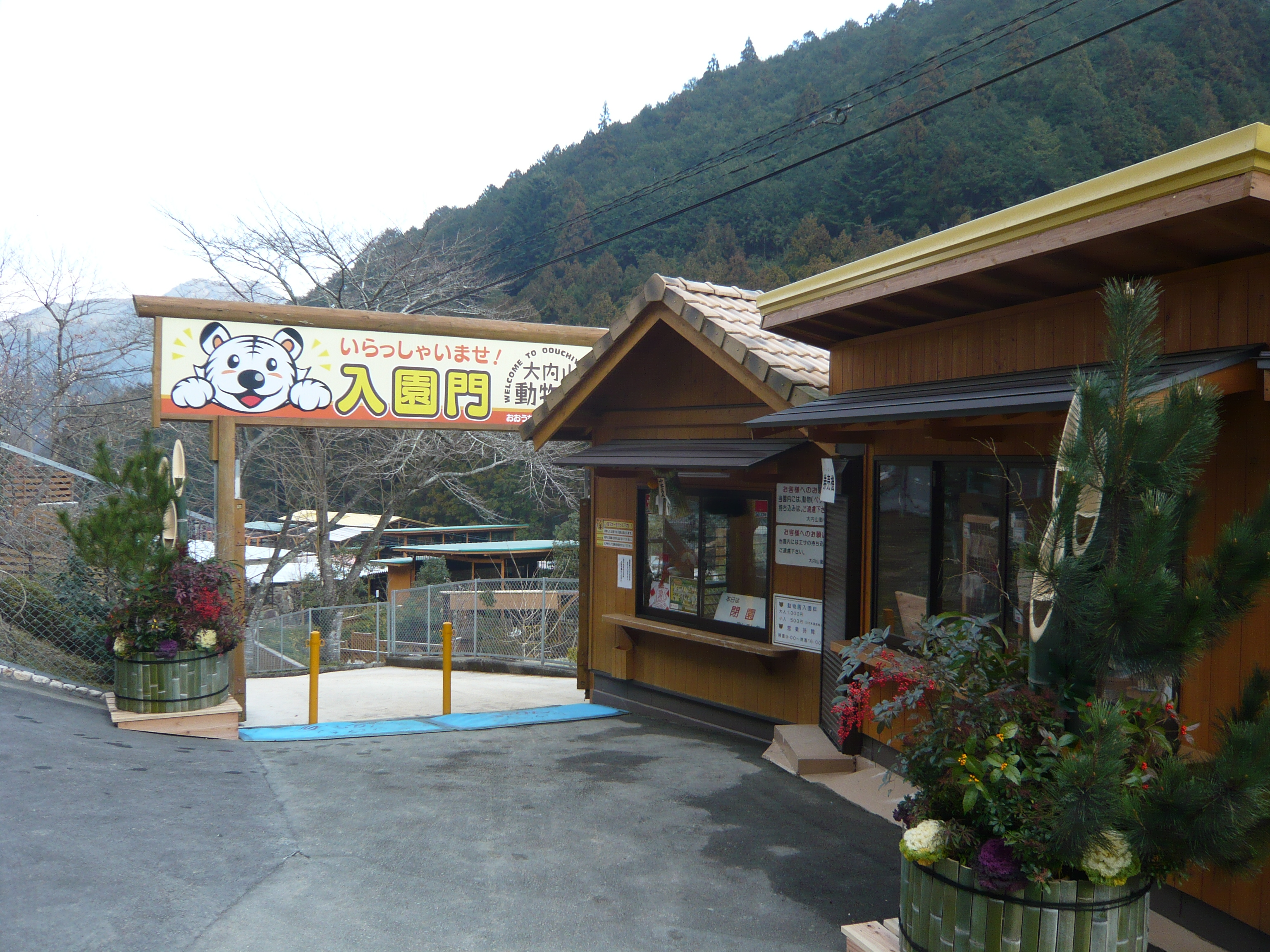
大内山動物園入口

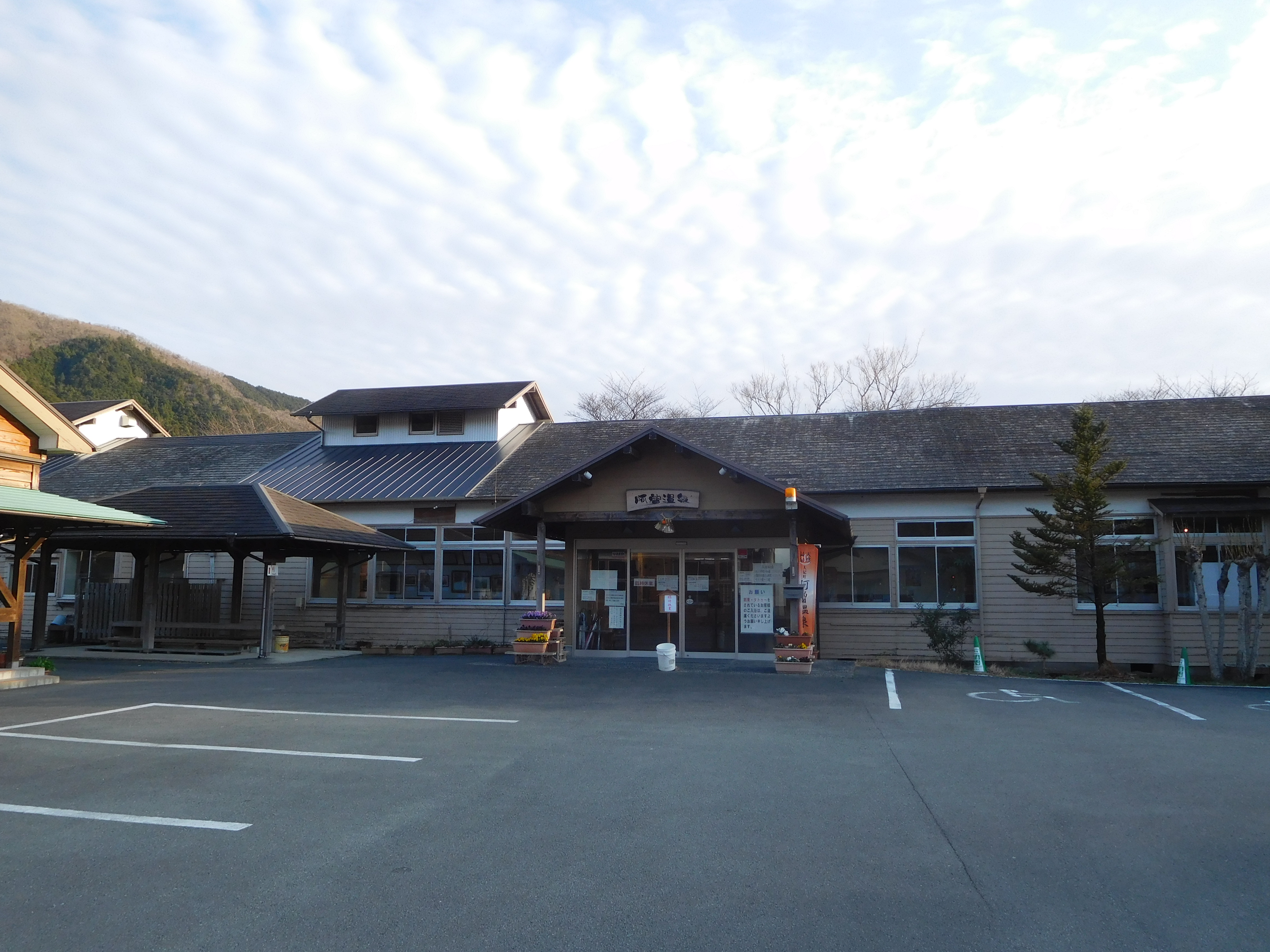
阿曽温泉

- 観光キャラクターとしてたいちゃんきーちゃんがある。たいちゃんは七保牛をきーちゃんは大内山乳牛をあらわしており海をイメージしたシャツを着ている。

### 名所・旧跡
主な城郭
- 崎城
- 大内山城
- 阿曽元屋敷
- 浅間山砦

主な寺院
- 龍祥寺

主な神社
- 瀧原宮
  - 長由介神社
  - 若宮・長由介・川島神社
- 多岐原神社
- 頭之宮四方神社
- 八柱神社

主な史跡
- 樋ノ谷遺跡
- 三瀬の渡し跡
- 茶屋跡

### 観光スポット
自然
- 奥伊勢宮川峡県立自然公園
- 姫越山
- 芦浜・芦浜湖
- 笠木渓谷

動物園
- 大内山動物園

文化施設
- おおみや青少年旅行村

建造物
- 中組常夜燈
- 錦タワー

温泉
- 阿曽温泉

キャンプ場
- 大滝峡キャンプ場(大宮青少年旅行村)
- 語らいの里噺野
- アソビノ
- 七保ベース

## 文化・名物

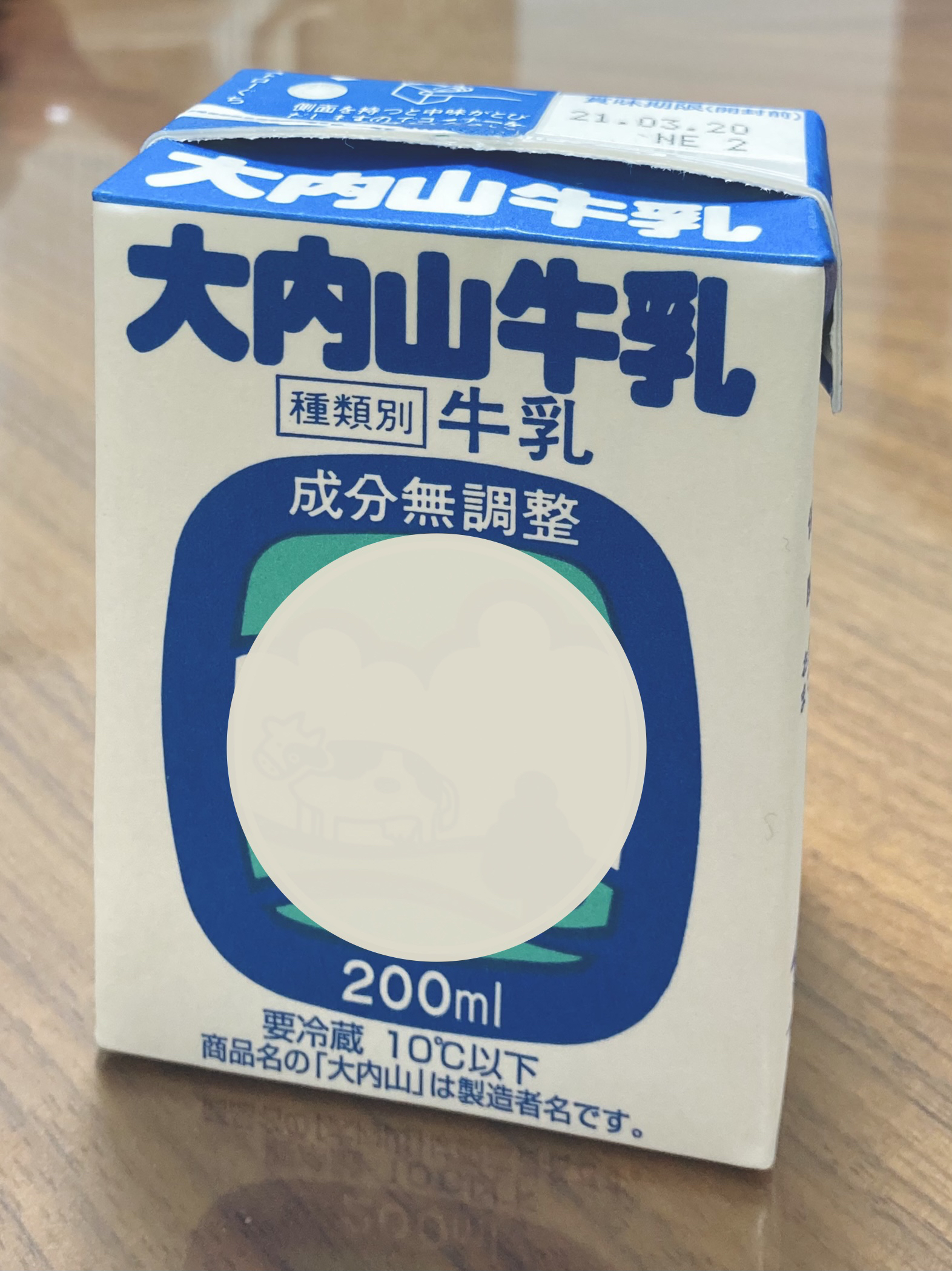
大内山牛乳

### 祭事・催事
- 御木曳

### 名産特産
- 大内山牛乳
- 七保牛

## 出身者
- 小倉久寛 - タレント・俳優。スーパー・エキセントリック・シアターメンバー。旧紀勢町出身。
- 梅村学人 - プロ野球選手。旧紀勢町出身。
- 山吹いろ - Youtuber[7]
- 上村厚文-俳優
- 大瀬東作-政治家
- 井谷俊介-陸上選手